# Lijst van burgemeesters van Linschoten
£Dit is een lijst van burgemeesters van de voormalige Nederlandse gemeente Linschoten tot die gemeente op 1 januari 1989 opging in de gemeente Montfoort.
| Ambtsperiode | Naam burgemeester               | Partij of stroming | Bijzonderheden |
| ------------ | ------------------------------- | ------------------ | --- |
| 1790? - 1833 | Antonie van Dam                 |                    | maire/schout/burgemeester, met onderbrekingen rond 1802 en 1812; tevens schout/burgemeester van Achthoven, Wulverhorst en Snelrewaard (alle drie tot 1833)                     |
| 1833 - 1875  | Gerard (G.) van Dam             |                    | tevens burgemeester van Achthoven, Wulverhorst (beide 1833-1857), Snelrewaard (1833-1874), Hekendorp (1837-1852) en Montfoort (1852-1873); zoon van voorganger Antonie van Dam |
| 1875 - 1908  | Pieter Hendrik Knook            |                    | tevens burgemeester van Snelrewaard (1874-1908) |
| 1908 - 1945  | Gerrit (G.) van der Valk Bouman | ARP                | tevens burgemeester van Snelrewaard |
| 1946 - 1977  | L.W.H. de Geus                  | ARP                | tevens burgemeester van Snelrewaard |
| 1977 - 1983  | Meindert (M.K.) Pool            | ARP / CDA          | tevens (waarnemend) burgemeester van Snelrewaard, voorheen van Stedum en Westdongeradeel                                                                                       |
| 1983 - 1989  | J. Berentschot                  | CDA                | waarnemend, tevens waarnemend burgemeester van Snelrewaard, eerder burgemeester van Kockengen                                                                                  |